# Пунчо Куздин
Поп Пунчо Куздин е български възрожденски духовник и просветен деец, автор на един от първите преписи на Паисиевата История славянобългарска, която включва и илюстрации към нея.

## Биография
Роден е в ломското село Мокреш. Той е учител и просветител в селата Мокреш и Вълчедръм. Неговият дамаскин, известен като Поппунчов сборник, е написан през 1796 година, се съхранява в националната библиотека Св. св. Кирил и Методий.
Изследванията му обаче се ограничават с анализа за преписа на Паисиевата история, добавените „много сказания“ и Пролога царски. Изследван е езикът, стилът, първите в историята ни два автопортрета и 56-те рисунки – на Божията майка, на светци и сцени от живота на апостолите, заставките, винетките, плетениците и миниатюрите по 373-те страници с уникални багри и тонове.
Освен богослужебната си работа, която изпълнява в параклиса, построен от него в село Мокреш, той е и учител в мокрешкото килийно училище. През 1780 година основава килийно училище и в село Вълчедръм.